# Ладнувко
Ладнувко (пол. Ładnówko) — село в Польщі, у гміні Збічно Бродницького повіту Куявсько-Поморського воєводства.
У 1975-1998 роках село належало до Торунського воєводства.